# Владимир Пешев
Владимир Славов Пешев е български художник, завършил живопис в Художествената академия при проф. Илия Петров.
Владимир Пешев е създал повече от 1500 картини и е направил над 47 изложби в София и страната.
Негови творби се намират в галериите в София, Пловдив, Благоевград, Дупница, Перник, Монтана, Брацигово, Кюстендил, Рилски манастир, Арбанаси, Варна, както и в Ню Йорк, Хамбург, Варшава, Белград, Баня Лука, Париж, Баку, Тбилиси, Москва, Ереван, Япония, Италия и в много частни колекции.
От 1954 година членува в Съюза на българските художници и е негов заместник-председател в периода 1965 – 1968 година.

## Биография
Владимир Пешев е роден на 6 февруари 1923 г. в град Дупница, в семейство с корени от Гайтаниново и Влахи. Родствено свързан с видните общественици Борис и Кръстьо Сарафови.
През 1944 г. участва в бойните действия на западния фронт при река Пчиня. През 1952 г. завършва Националната художествена академия в класа на проф. Илия Петров. След дипломирането си работи като учител по рисуване в Дупница, а по-късно заема административни длъжности в Министерството на културата и образованието.
От 1956 до 1966 г. е директор на Художествената гимназия в София. През 1965 г. става член на Пленума на Министерството на културата и заместник-председател на Съюза на българските художници (СБХ). От 1968 до 1979 г. е редактор и член на редколегията на списание „Изкуство“. В периода 1979 – 1983 г. преподава в катедра „Изобразително изкуство“ в Югозападния университет в Благоевград.
Умира в София на 17 март 1995 г.

## Творчество
Творчеството на Владимир Пешев се отличава с дълбока чувствителност към природата и човека. Основните жанрове, в които работи, са пейзажът, фигуралната композиция и интериорът.
Природата е основен източник на вдъхновение в творчеството му. В много от произведенията интериорът и човешките фигури са поставени в контекст на природната среда, което засилва усещането за взаимовръзка между човека и заобикалящия го свят. В късните му творби пейзажите придобиват лиричен характер, докато ранните са наситени с драматизъм и пантеистично отношение към природата.
Придържа се към най-добрите традиции на българската пейзажна живопис, формирала се в първите десетилетия на ХХ век, но в пластическо отношение изкуството му се помества между импресионизма и експресионизма, както и на по-голямата част от неговата генерация художници, които между двете световни войни са подложени на въздействието на постимпресионизма и се опитват да синхронизират развитието си с европейско, без обаче да губят връзката с конкретността. Така дори и в привидно лиричните абстракции в част от платната си Владимир Пешев не губи докрай връзката с обекта.

## Изложби

### Самостоятелни изложби
- 1968 – София
- 1971 – Благоевград, Разлог
- 1976 – София, Благоевград, Банско, Разлог
- 1977 – Дупница
- 1979 – Габрово, Банско, Гоце Делчев
- 1980 – Благоевград
- 2003 – Юбилейна изложба по случай 80-годишнината (СБХ, София – посмъртно)
- 2023 – Юбилейна изложба по случай 100-годишнината (галерия „Българи“, София)

### Участие в общи и международни изложби
- 1954 –1990 – участие в ОХИ
- 1958, 1969 – Москва
- 1958 – Кишинев
- 1962 – Париж
- Участия във Варшава, Берлин, Хамбург, Баня-Лука, Ереван

## Галерия
- „Елегия“, 1991
- „Пирин пее“, 1974
- „Ателие. Натюрморт“, 1980
- „Празничен ден“, 1979
- „Първи януари“, 1984
- „Портрет на Толстой“, 1984
- „Страдание“, 1988
- „Елегия“, 1991

## Награди
1965 – Първа награда за живопис на СБХ
1966 – Втора награда за живопис на СБХ
1966, 1967 – Първи награди от ОХИ
1978 – Орден „Кирил и Методий“ I степен
1981 – Първа награда на СБХ – Благоевград